# Rüdiger Tanneberger
Rüdiger Tanneberger (* 13. Juni 1940) ist ein ehemaliger deutscher Straßenradrennfahrer, der hauptsächlich in den 1960er Jahren in der DDR aktiv war und 1964 DDR-Meister im Straßen-Einzelrennen wurde.

## Sportliche Laufbahn
Tanneberger fuhr seine ersten Rennen im Männerbereich für die SG Dynamo Zwickau. Beim Harzer Tribüne Bergpreis 1959 kam er mit Platz sieben erstmals bei einem überregionalen Rennen unter die ersten Zehn. 1960 verpasste er mehrfach knapp einen Sieg, stand aber bei vier DDR-weiten Rennen mit zwei zweiten und zwei dritten Plätzen auf dem Siegerpodest. Zur Rennsaison 1961 wechselte Tanneberger zur SG Dynamo Dresden-Nord und bestritt seine ersten großen Etappenrennen. Als Mitglied der DDR-Nationalmannschaft startete er bei der Polen-Rundfahrt, bei der er 47. wurde. Für die Sportvereinigung Dynamo trat er bei der DDR-Rundfahrt 1961 an, die er als 19. beendete. Bis 1966 nahm er insgesamt fünfmal an der DDR-Rundfahrt teil, kam aber nie unter die ersten Zehn, wenn ihm auch 1962 ein Etappensieg gelang.
Abgesehen von seinem Etappensieg machte Tanneberger 1962 nur noch mit einem zweiten Platz beim Volksstimme-Preis in Karl-Marx-Stadt von sich reden. In einer vom DDR-Radsportverband veröffentlichten Rangliste der Straßenfahrer landete er auf dem 24. Rang. Ab 1963 war er Mitglied des SC Karl-Marx-Stadt. Er startete bei mehreren Rundstreckenrennen, von denen er einen 60-km-Rundkurs in Karl-Marx-Stadt gewann. Der DDR-Radsportverband setzte Tanneberger bei der Bulgarien-Rundfahrt erneut international ein, er schied jedoch vorzeitig aus. In der Bestenliste 1963 landete er diesmal auf Platz 20. Sein erfolgreichstes Jahr hatte Tanneberger 1964. Er wurde bei den DDR-Straßen-Radmeisterschaften Meister der Straßenfahrer und gewann die DDR-Bergmeisterschaft und konnte sich auch in der Nationalmannschaft profilieren. Bei der ČSSR-Rundfahrt belegte er als bester DDR-Fahrer den sechsten Platz und gewann die Bergwertung. Im Tribüne Bergpreis 1964 wurde er Zweiter.
1965 und 1966 war Tanneberger jeweils im Kandidatenkreis für das Dreiländer-Etappenrennen Internationale Friedensfahrt, er konnte sich aber in den Ausscheidungsrennen nicht durchsetzen. Bei seinem letzten Einsatz in der Nationalmannschaft gewann er bei der 1965er Österreich-Rundfahrt zwar eine Etappe, nach der 6. Etappe wurde er aber „wegen Verwendung unerlaubter Mittel“ (Neues Deutschland vom 4. Juni 1965) disqualifiziert. Bis dahin hatte er als bester DDR-Fahrer auf Platz acht der Gesamtwertung gelegen und die Bergwertung angeführt. Seine Stärke am Berg bewies Tanneberger auch wieder bei der DDR-Bergmeisterschaft 1965, als er Vizemeister wurde. Seinen letzten nennenswerten Sieg feierte er in der Saison 1966 beim 158 Kilometer langen Straßenrennen „Preis der Landtechnik“ in Gersdorf bei Kamenz. Im längsten Eintagesrennen der DDR, bei Berlin–Cottbus–Berlin, wurde er 1966 Dritter.